# Prefektura apostolska Xinjiang
Prefektura apostolska Xinjiang (łac. Praefectura Apostolica Sinsiangensis) – rzymskokatolicka prefektura apostolska ze stolicą w Xinjiangu, w prefekturze miejskiej Yuncheng, w prowincji Shanxi, w Chińskiej Republice Ludowej.
W strukturze Patriotycznego Stowarzyszenia Katolików Chińskich nosi nazwę diecezja Yuncheng.

## Historia
25 maja 1936 z mocy decyzji Piusa XI wyrażonej w bulli Ad Christi Evangelium erygowano prefekturę apostolską Xinjiang (Jiangzhou). Dotychczas wierni z tych terenów należeli do wikariatu apostolskiego Lu’an (obecnie diecezja Lu’an).
Z 1949 pochodzą ostatnie pełne, oficjalne kościelne statystyki. Prefektura apostolska Xinjiang liczyła wtedy:
- 7 546 wiernych (0,4% społeczeństwa)
- 14 kapłanów (3 diecezjalnych i 11 zakonnych)
- 14 sióstr zakonnych
- 5 parafii.

Od zwycięstwa komunistów w chińskiej wojnie domowej w 1949 prefektura apostolska, podobnie jak cały prześladowany Kościół katolicki w Chinach, nie może normalnie działać. Prefekt apostolski Holender o. Quintinus Pessers OFM został aresztowany już w 1947. W tym samym roku Ministerstwo Spraw Zagranicznych Holandii za holenderskim ambasadorem w Chinach podało informację o śmierci o. Pessersa przez ukamienowanie i ścięcie. Odprawiono za niego msze żałobne, jednak w 1950 okazało się, że hierarcha żyje i został wypuszczony na wolność. Po wyjściu z więzienia o. Pessers odmówił opuszczenia Chin i powrócił do posługi prefekta, którą pełnił do 13 maja 1954, kiedy to został aresztowany i wydalony z komunistycznych Chin.
W 1982 Patriotyczne Stowarzyszenie Katolików Chińskich w miejsce prefektury apostolskiej Xinjiang utworzyło diecezję Yuncheng. Odbyło się to bez zgody Stolicy Apostolskiej, więc z punktu widzenia prawa kanonicznego decyzja ta jest nielegalna i niewiążąca.
W 1982 prefektem w Kościele podziemnym został potajemnie wyświęcony na biskupa Augustine Zheng Shouduo. Lata 1964–1979 spędził on w obozach pracy jako kontrrewolucjonista. W 1991 przystąpił do PSKCh i zyskał uznanie władz państwowych. Zmarł w 2006.
W 1996 bp Zheng Shouduo udzielił sakry biskupiej ks. Josaphatowi Li Hongguangowi, który został jego koadiutorem. Li Hongguang objął prefekturę po śmierci bp Zhenga Shouduo, jednak kilka miesięcy później zmarł i on.
W maju 2009 Benedykt XVI mianował kolejnym prefektem apostolskim Xinjiang ks. Petera Wu Junweia. Cztery miesiące później biskupem Yunchengu wybrało go Patriotyczne Stowarzyszenie Katolików Chińskich. Wu Junwei przyjął sakrę biskupią w 2010 i cieszył się uznaniem zarówno Stolicy Apostolskiej jak i rządu w Pekinie. Bp Wu Junwei był wnukiem wujecznym św. Piotra Wu Anbanga.
W 2010 prefektura liczyła 15 000 katolików, 28 kapłanów i 40 sióstr zakonnych. Prawie wszyscy wierni byli rolnikami.
29 kwietnia 2025 Patriotyczne Stowarzyszenie Katolików Chińskich wybrało Li Janlina na prefekta apostolskiego, pomimo że w tym czasie trwała sediswakancja i papież nie mógł go mianować. Wybór taki jest również sprzeczny z porozumieniem Chin i Watykanu z 2018, przewidującym każdorazową akceptację nominata przez papieża.

## Prefekci apostolscy
- o. Quintinus Pessers OFM (1936 – 1983) de facto wydalony z komunistycznych Chin w 1954, nie miał po tym czasie realnej władzy w prefekturze
- bp Augustine Zheng Shouduo (1982/3 – 2006)
- bp Josaphat Li Hongguang (2006)
- bp Peter Wu Junwei (2009 – 2022)
  - o. Li Janlin (od 2025), wybrany wbrew prawu kanonicznemu